# Viện Nghiên cứu cao cấp về Toán
Viện Nghiên cứu cao cấp về Toán (tiếng Anh: Vietnam Institute for Advanced Studies in Mathematics hay VIASM) là một tổ chức khoa học và công nghệ công lập đặc thù hoạt động trong lĩnh vực nghiên cứu toán học, trực thuộc Bộ Giáo dục và Đào tạo, có tư cách pháp nhân, con dấu, tài khoản riêng và trụ sở tại thành phố Hà Nội
Viện Nghiên cứu cao cấp về Toán được thành lập vào ngày 23 tháng 12 năm 2010 theo Quyết định số 2342/QĐ – TTg của Thủ tướng Chính phủ.
Mục tiêu của Viện Nghiên cứu cao cấp về Toán là trở thành một trung tâm toán học xuất sắc, có môi trường làm việc tương đương với một số nước phát triển về Toán, để trao đổi học thuật nhằm nâng cao năng lực khoa học của các nhà nghiên cứu, giảng dạy và ứng dụng toán học Việt Nam, góp phần thực hiện các mục tiêu của Chương trình trọng điểm quốc gia phát triển Toán học giai đoạn 2010 đến 2020 đảm bảo cho Toán học Việt Nam phát triển bền vững, đóng góp tích cực vào việc phát triển đất nước và nâng cao vị thế của Toán học Việt Nam trên trường quốc tế.

## Giới thiệu chung

### Nhiệm vụ
Nhiệm vụ chính của Viện Nghiên cứu cao cấp về Toán là nâng cao chất lượng nghiên cứu khoa học của các nhà toán học Việt Nam đang làm việc ở các trường đại học và viện nghiên cứu trong nước. Viện Nghiên cứu cao cấp về toán cũng có nhiệm vụ làm hạt nhân cho việc vận hành Chương trình trọng điểm quốc gia về phát triển toán học 2011-2020. Chương trình này có nhiệm vụ đẩy mạnh phong trào và nâng cao chất lượng học toán, dạy toán ở cấp phổ thông và đại học cũng như phổ biến kiến thức khoa học cho công chúng.

### Hoạt động
Hình thức hoạt động chính của Viện là tổ chức các nhóm chuyên môn, tập hợp các nhà khoa học trong cùng một lĩnh vực đến làm việc ngắn hạn ở Viện. Các nhóm làm việc qui tụ các nhà khoa học đang làm việc ở trong nước, các nhà khoa học Việt Nam đang làm việc ở nước ngoài cũng như những chuyên gia nước ngoài có uy tín. Hình thức hoạt động theo nhóm chuyên môn sẽ củng cố các hướng nghiên cứu đã bắt rễ ở Việt Nam và ươm mầm cho những hướng nghiên cứu mới. Viện dành riêng một số vị trí sau tiến sĩ cho các nhà khoa học trẻ mới bảo vệ luận án trong vòng 5 năm (tính đến thời điểm bắt đầu đến Viện làm việc). Thời gian làm việc ở những vị trí này là một năm, có thể kéo dài tối đa thành ba năm. Viện sẽ tổ chức các hội nghị, hội thảo, gắn liền với chủ đề các nhóm chuyên môn đang làm việc tại chỗ, vừa để thúc đẩy các đề án chuyên môn, vừa để hướng dẫn cho các sinh viên mới bước chân vào nghiên cứu khoa học. Phối hợp với Chương trình trọng điểm, Viện sẽ tổ chức trường hè cho học sinh, sinh viên toán, khoá đào tạo ngắn hạn cho giáo viên toán và các hoạt động phổ biến kiến thức khoa học cho công chúng.

### Đề tài
Đề tài nghiên cứu ở Viện sẽ bao gồm các lĩnh vực truyền thống của toán học thuần tuý, toán học ứng dụng cũng như việc sử dụng toán học trong các ngành khoa học khác như Vật lý, Khoa học máy tính, Sinh vật, Kinh tế,…

### Tổ chức
Để đảm bảo tính năng động, trong thời gian đầu, Viện không có cán bộ cơ hữu ngoài Ban giám đốc và nhóm nhân viên văn phòng, hỗ trợ cho hoạt động nghiên cứu. Ban giám đốc bao gồm một Giám đốc khoa học chịu trách nhiệm chung về các hoạt động khoa học của Viện và một Giám đốc điều hành chịu trách nhiệm về việc vận hành Viện, và nhiều nhất là hai phó Giám đốc. Các nhà khoa học được lựa chọn đến làm việc ở Viện theo từng đợt kêu gọi ứng viên công khai. Hồ sơ của các ứng viên sẽ được Hội đồng khoa học của Viện xét và lựa chọn dựa trên những chỉ tiêu thuần tuý khoa học: kết quả nghiên cứu đã đạt được, sự quan trọng và tính khả thi của đề án nghiên cứu, khả năng hợp tác của nhóm… Bên cạnh đó, một số nhà khoa học có uy tín sẽ đến làm việc ở Viện với tư cách khách mời của Ban giám đốc. Ban tư vấn quốc tế bao gồm một số nhà khoa học đã hoặc đang lãnh đạo những Viện nghiên cứu cao cấp ở các nước khác. Bên cạnh vệc chia sẻ những kinh nghiệm thành công, Ban tư vấn sẽ giúp Viện trong việc quảng bá hình ảnh của Viện trong cộng đồng toán học thế giới cũng như việc đánh giá định kỳ các hoạt động của Viện.

### Kinh phí
Nguồn kinh phí chính cho các hoạt động của Viện có nguồn gốc từ ngân sách nhà nước, thông qua Chương trình trọng điểm quốc gia về phát triển toán học. Bên cạnh đó Viện có thể nhận những nguồn kinh phí bổ sung thông qua các hợp đồng nghiên cứu ứng dụng. Viện cũng có thể tiếp nhận sự ủng hộ thiện nguyện của các cá nhân hoặc tổ chức có thiện cảm với nghiên cứu toán học, với việc học và dạy toán.

## Kinh phí
- Kinh phí năm 2018 Nhà nước cấp: 16,5 tỷ VNĐ.
- Kinh phí năm 2017 Nhà nước cấp: 16 tỷ VNĐ.
- Kinh phí năm 2016 Nhà nước cấp: 16 tỷ VNĐ.
- Kinh phí năm 2015 Nhà nước cấp: 14,18 tỷ VNĐ.
- Kinh phí năm 2014 Nhà nước cấp: 14,18 tỷ VNĐ.
- Kinh phí năm 2013 Nhà nước cấp: 15,75 tỷ VNĐ.
- Kinh phí năm 2012 Nhà nước cấp: 15 tỷ VNĐ.
- Kinh phí năm 2011 (nửa năm) Nhà nước cấp: 4,4 tỷ VNĐ.

## Địa điểm và cơ sở vật chất
Từ tháng 4 năm 2020, Viện Nghiên cứu cao cấp về Toán đã chuyển địa chỉ làm việc về trụ sở mới tại số 157 phố Chùa Láng, phường Láng Thượng, quận Đống Đa, Hà Nội.
Trụ sở của Viện gồm 3 khối nhà A, B, C và Hội trường 200 chỗ ở giữa. Hiện nay, trụ sở đã hoàn thành giai đoạn I và đưa vào sử dụng 3,5 tầng với 15 phòng làm việc cho Nghiên cứu viên, học viên (đáp ứng 40 chỗ ngồi làm việc), 02 phòng làm việc nhóm/xê-mi-na (đáp ứng cho 35-40 người), 01 phòng học (đáp ứng cho 30 người), 01 Thư viện ở tầng 4, các phòng làm việc cho Ban Giám đốc và khối văn phòng và một số phòng chức năng khác. 
Dự kiến công trình trụ sở của Viện sẽ tiếp tục cải tạo, sửa chữa giai đoạn II vào tháng 8/2020 và theo kế hoạch sẽ hoàn thành vào tháng 12/2020. 
Từ năm 2011 đến tháng 3 năm 2020, trụ sở của Viện hoạt động tạm thời tại tầng 7 Thư viện Tạ Quang Bửu, thuộc Trường Đại học Bách khoa Hà Nội, số 1 Đại Cồ Việt, Hai Bà Trưng, Hà Nội.

## Nhân sự

### Ban giám đốc

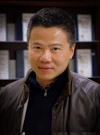
GS. Ngô Bảo Châu

- GS. Ngô Bảo Châu: Giám đốc khoa học

- PGS. Lê Minh Hà: Giám đốc Điều hành

- TS. Trịnh Thị Thúy Giang: Phó Giám đốc

## Chương trình Đào tạo tiến sĩ toán học xuất sắc tại Viện Nghiên cứu cao cấp về Toán
Ngày 09 tháng 10 năm 2015, Thứ trưởng Bộ Giáo dục và Đào tạo Bùi Văn Ga đã ký quyết định số 4257/QĐ-BGDĐT phê duyệt Chương trình Đào tạo tiến sĩ toán học xuất sắc tại Viện Nghiên cứu cao cấp về Toán. Đây là một chương trình thuộc Chương trình trọng điểm quốc gia phát triển toán học giai đoạn 2010-2020 có mục tiêu: "Đào tạo tiến sĩ có trình độ nghiên cứu ngang tầm quốc tế. Sau khi tốt nghiệp NCS có khả năng nghiên cứu độc lập, tổ chức nghiên cứu và hợp tác nghiên cứu với các nhóm khoa học trong và ngoài nước theo các đề tài nghiên cứu phù hợp với xu hướng phát triển toán học thế giới và thực tiễn Việt Nam."
Trong quá trình nghiên cứu và học tập, NCS được các giáo sư nổi tiếng trong và ngoài nước đồng hướng dẫn; được cấp học bổng, hỗ trợ kinh phí nghiên cứu khoa học, hỗ trợ chỗ ở trong thời gian làm NCS tại Viện, được tài trợ đi học tập và nghiên cứu ngắn hạn ở nước ngoài.
Chương trình bắt đầu tuyển sinh và đào tạo từ năm 2016. Xem thêm thông tin tại quyết định số 4257/QĐ-BGDĐT.